# Les Solistes de Paris
Les Solistes de Paris est un orchestre de chambre français.

## Historique
Créé en 1964 par Henri-Claude Fantapié, l'orchestre est la suite naturelle de l'Orchestre de Chambre de la Fondation de Monaco, créé en 1958 par le même chef.
Rapidement il prend place parmi les meilleurs orchestres de chambre européens des vingt années suivantes.
L'orchestre participe à un grand nombre parmi les principaux festivals européens et voyage beaucoup, enregistrant pour toutes les principales radios, il est également choisi par de nombreux solistes pour les accompagner dans leurs tournées : Paul Tortelier, Henryk Szeryng, Mstislav Rostropovitch, Pavel et Leonid Kogan, Nicanor Zabaleta, Mady Mesplé, Anna Maria Bondi, Marcel André, Bernard Soustrot, Jacques-Francis Manzone, Raphaëlle des Graviers, etc.)

## Répertoire
L'orchestre enregistre de nombreux disques (l'album de l'œuvre pour voix et orchestre de Villa-Lobos est primé par l'Académie du disque lyrique) grâce à un répertoire très vaste qui part du Baroque français (François Couperin notamment) et italien (Antonio Vivaldi, Giuseppe Maria Jacchini, Giuseppe Aldrovandini par exemple) avec de nombreux inédits, et va jusqu'à la musique contemporaine et le jazz, avec toutefois une prédilection pour la musique de Joseph Haydn (Stabat Mater, symphonies, concertos).